# Bern-Muri-Worb-Bahn
De Bern-Muri-Gümlingen-Worb-Bahn (BMGWB) werd op 21 september 1898 opgericht als een metersporige interlokale spoorlijn van Worb naar Bern. In de stad Bern maakt de onderneming gebruik van sporen van het stadsnet. De lijn is als lijn 6 opgenemomen in dit stadsnet.

## Geschiedenis

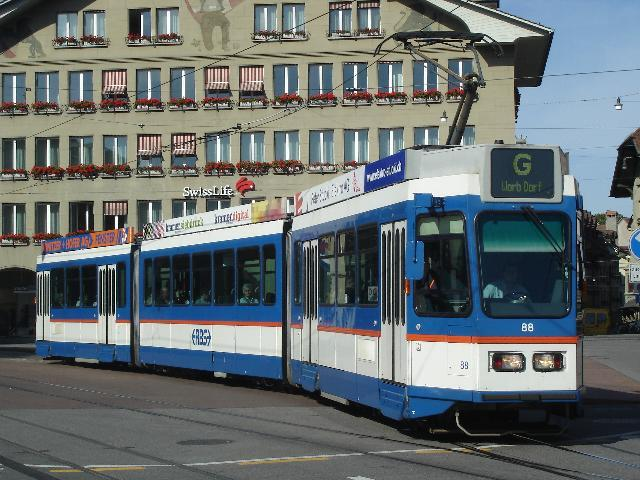
Lijn G nabij Bern Zytglogge

Op 1 juli 1907 werd de naam omgezet in Bern-Muri-Worb-Bahn (BWB). Op 1 januari 1927 in werd de BWB omgedoopt tot Vereinigte Bern-Worb-Bahnen (VBW)
De VBW werkte sinds 1973 samen met de Solothurn–Zollikofen–Bern-Bahn (SZB). In 1984 fuseerde de VBW de Solothurn–Zollikofen–Bern-Bahn (SZB) en gingen verder als Regionalverkehr Bern-Solothurn (RBS).
Sinds december 2010 wordt lijn G als lijn 6 uitgevoerd met onder meer trams van het type Combino van SVB-Bernmobil.

## Infrastructuur
Het traject werd in 21 juli 1910 geëlektrificeerd met een spanning van 600 volt gelijkstroom.
Bij het station Worb werd in 2006 een keerlus aangelegd ten behoeve van lijn G. Deze keerlus is slechts enkele keren gebruikt voor het bezoek aan de werkplaats van  Combinos van BernMobiel.